# Gabriel Fernández Guillén
Gabriel Fernández Guillén (Dalías, 1814-Madrid, 1872) fue un pedagogo y escritor español.

## Biografía
Nació en la localidad almeriense de Dalías en enero de 1814. Pedagogo y publicista, dirigió largos años el periódico La Educación, desde 1858, muchos de ellos en unión con Tomás Hurtado. También colaboró en el titulado Los Niños (1870-1871). Falleció en Madrid en 18 de febrero de 1872. Entre sus publicaciones se encontraron títulos como Higiene y primeros socorros, Para el corazón, Libro de discursos para profesores, Guía de la infancia, Poesías y Cartilla-libro.